# The Lurking Fear
The Lurking Fear ist eine 2016 gegründete Death-Metal-Band aus Schweden.

## Geschichte
The Lurking Fear wurden im Jahr 2016 von den At-the-Gates-Musikern Tomas Lindberg (Gesang) und Adrian Erlandsson (Schlagzeug) gegründet und besteht seit ihrer Zusammenkunft aus den Gitarristen Jonas Stålhammar von The Crown und Fredrik Wallenberg von Skitsystem sowie dem früheren Edge-of-Sanity-Bassisten Andreas Axelsson.
Eine nach der Band benannte EP erschien im Jahr 2017 als 7"-Veröffentlichung über Moondawn Records und diente als Vorgeschmack auf das Debütalbum, welches für eine Herausgabe im weiteren Verlauf des Jahres über Century Media geplant war. Das Debütalbum, das den Namen Out of the Voiceless Grave heißt, erschien letztlich am 11. August gleichen Jahres.
Die Gruppe spielte ihre ersten Konzerte in Deutschland unter anderem auf dem Party.San, beim Summer Breeze und auf dem Turock Open Air.

## Musik

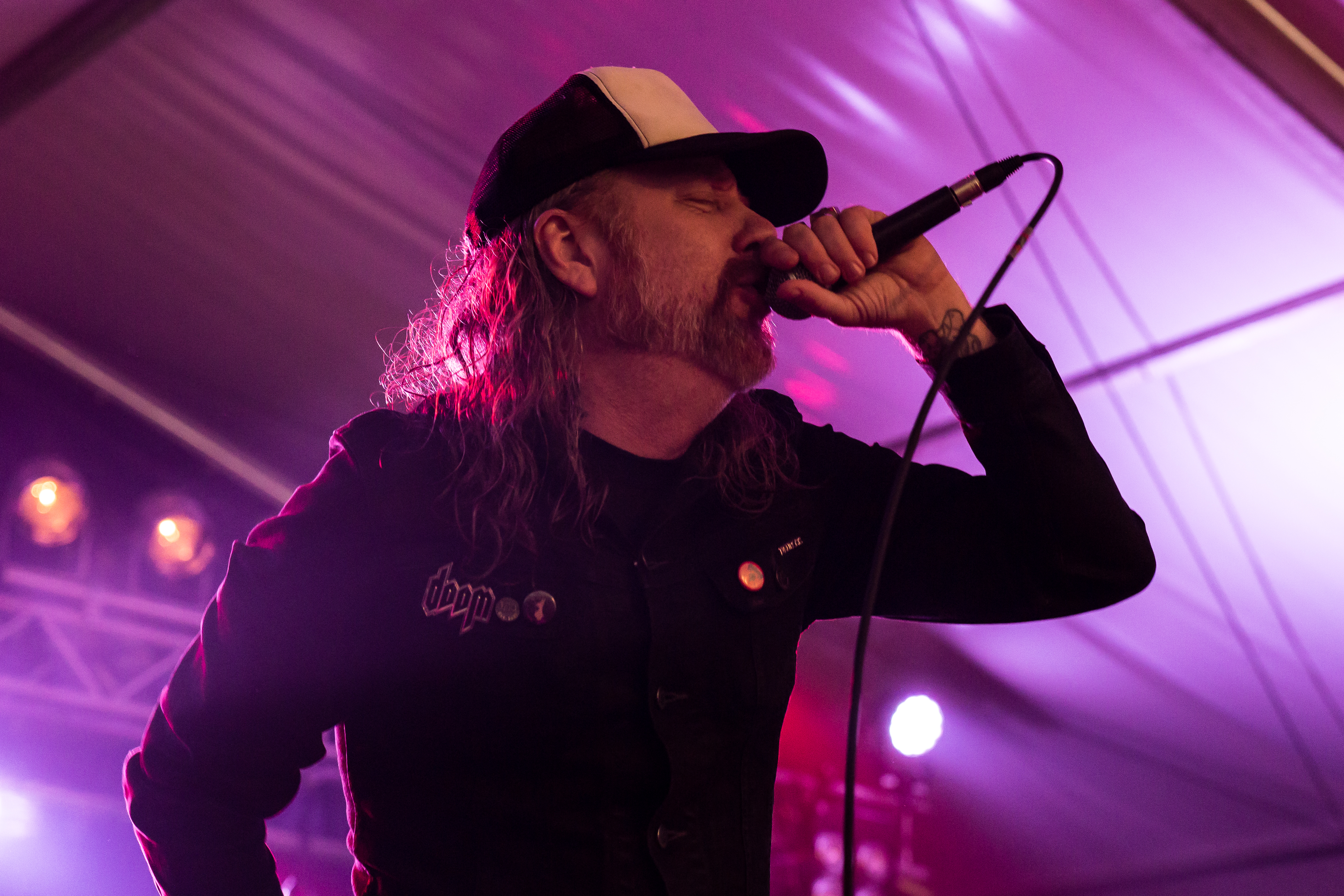
Sänger Tomas Lindberg, 2017

Die Musiker beschreiben die Musik als Death Metal der alten Schule und nennen Bands wie Autopsy, Possessed, die frühen Death, Morbid Angel und Slayer, sowie Slaughter, Master/Death, Bathory und Repulsion als musikalische Referenzen.
Als musikalisches Alleinstellungsmerkmal wird die Balance zwischen Tradition und dezenter Modernität, welche sowohl Fans der alten Schule als der neuen Klänge gefalle. Das Gitarrenspiel wird als „sägend“ empfunden, der Bass „stump.“ Die Lieder klingen demnach wild und ungestüm. Auch werden leichte Einflüsse des Thrash- und Groove Metal attestiert.
Michael Meyer von Powermetal.de schreibt, dass die Lieder mit einem extrem gespielten Tempo „aus den Boxen knallen“ und hin und wieder mit tollen Gitarrenmelodien beeindrucken. Er schreibt, dass The Lurking Fear so klingen als wenn man At the Gates mit The Crown, Grotesque und Edge of Sanity gemischt hätte.

## Diskografie

### Studioalben
| Jahr | Titel Musiklabel                            | Höchstplatzierung, Gesamtwochen, AuszeichnungChartsChartplatzierungen (Jahr, Titel, Musiklabel, Platzierungen, Wochen, Auszeichnungen, Anmerkungen) | Anmerkungen                             |
| Jahr | Titel Musiklabel                            | SE | Anmerkungen                             |
| ---- | ------------------------------------------- | --- | --------------------------------------- |
| 2017 | Out of the Voiceless Grave Century Media    | SE31 (1 Wo.)SE | Erstveröffentlichung: 11. August 2017   |
| 2021 | Death, Madness, Horror, Decay Century Media | — | Erstveröffentlichung: 19. November 2021 |

### EPs
- 2017: The Lurking Fear (Moondawn Records)